# Camera dei rappresentanti (Bielorussia)

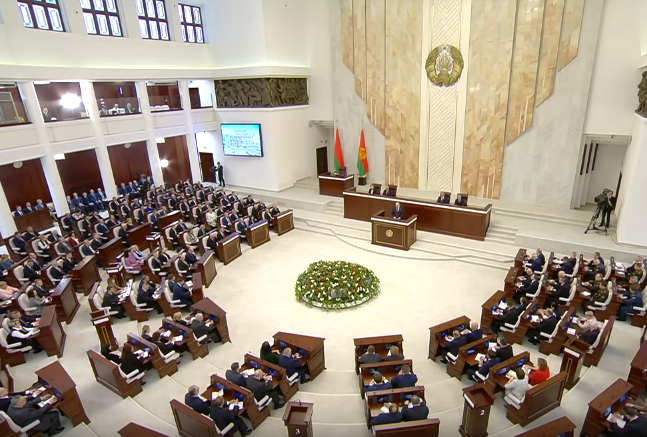
L’aula parlamentare

La Camera dei rappresentanti è la camera bassa del Parlamento bicamerale della Bielorussia, l'Assemblea nazionale; è affiancato dal Consiglio della Repubblica, che costituisce la camera alta.